# Jeune Femme écrivant une lettre
Jeune Femme écrivant une lettre est un tableau de Johannes Vermeer (huile sur toile, 45 × 39,9 cm) peint vers 1665 et exposé à la National Gallery of Art de Washington.

## Description
Dans un intérieur bourgeois sombre, une femme en train d'écrire. Son regard tendre,  pointé vers les spectateurs (ou l’artiste). Vermeer a prêté une attention particulière, plus que pour la plupart de ses œuvres, au visage de la femme, celui-ci prend la place centrale dans la composition. De nombreux critiques d'art ont suspecté que sa femme Catharina Vermeer lui a servi de modèle. La veste de satin jaune, bordée de fourrure d'hermine se retrouve sur cinq tableaux du peintre, (on la retrouve sur La Dame au collier de perles, La Femme au luth, La Maîtresse et la Servante et Une femme jouant de la guitare), elle était également à l'inventaire de ses biens après sa mort. La femme tient une plume d'oie dans sa main droite et sa main gauche tient une feuille de papier, mais elle n'écrit rien pour l'instant. Ce tableau est un plan d'ensemble dont l'avant-plan et arrière-plan sont dans l'obscurité, la partie centrale du tableau est dans la lumière.
Il a souvent été dit que Vermeer a cherché à montrer ici ce qu'il ne pouvait pas donner : calme et richesse.
Sur le mur derrière la femme une peinture à l'huile à peine perceptible, montre une nature morte avec des instruments de musique et une vanité.
Vermeer s'est peut-être inspiré de La Lettre de 1655 de Gerard ter Borch (1617-1681).

## Historique
Jeune Femme écrivant une lettre a appartenu à Pieter van Ruijven, comme d'autres tableaux du peintre. On le retrouve dans la collection de son fils. En 1696 il est vendu aux enchères à Amsterdam. Il est resté entre les mains de néerlandais jusqu'en 1827 quand François de Robiano l'achète. En 1907 John Pierpont Morgan en devient propriétaire. En 1946 il est détenu par Harry Waldron Havemeyer et Horace Havemeyer, en 1962 leurs héritiers en font don à la National Gallery of Art de Washington .